# Kamran Khan
Pour les articles homonymes, voir Khan (homonymie).
Kamran Khan, né le 22 février 1990, est un joueur de squash professionnel représentant la Malaisie. Il atteint en juillet 2012, la 58e place mondiale, son meilleur classement. C'est le fils de Jansher Khan, ancien no 1 mondial.

## Biographie
Sa mère était une fan de squash qui rencontre Jansher lors d'un tournoi en Angleterre, où ils commencent une relation. Mais Jansher, dont la rivalité avec son compatriote Jahangir Khan est légendaire, refuse de l'accepter comme son fils.
Plus tard, la mère de Kamran porte plainte devant un tribunal malaisien qui interdit l'entrée de Jansher dans le pays, à la suite de quoi ce dernier accepte Kamran et offre de prendre en charge les frais de son éducation, ce que sa mère refuse.